# Kerberos (mytologi)

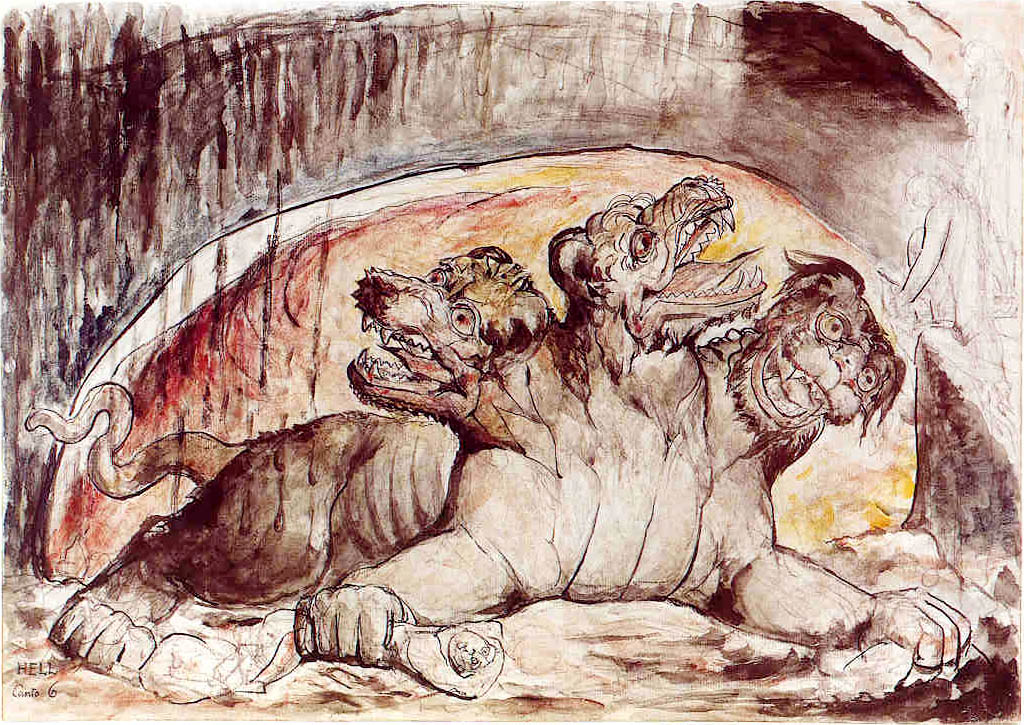
Kerberos framställd av William Blake.

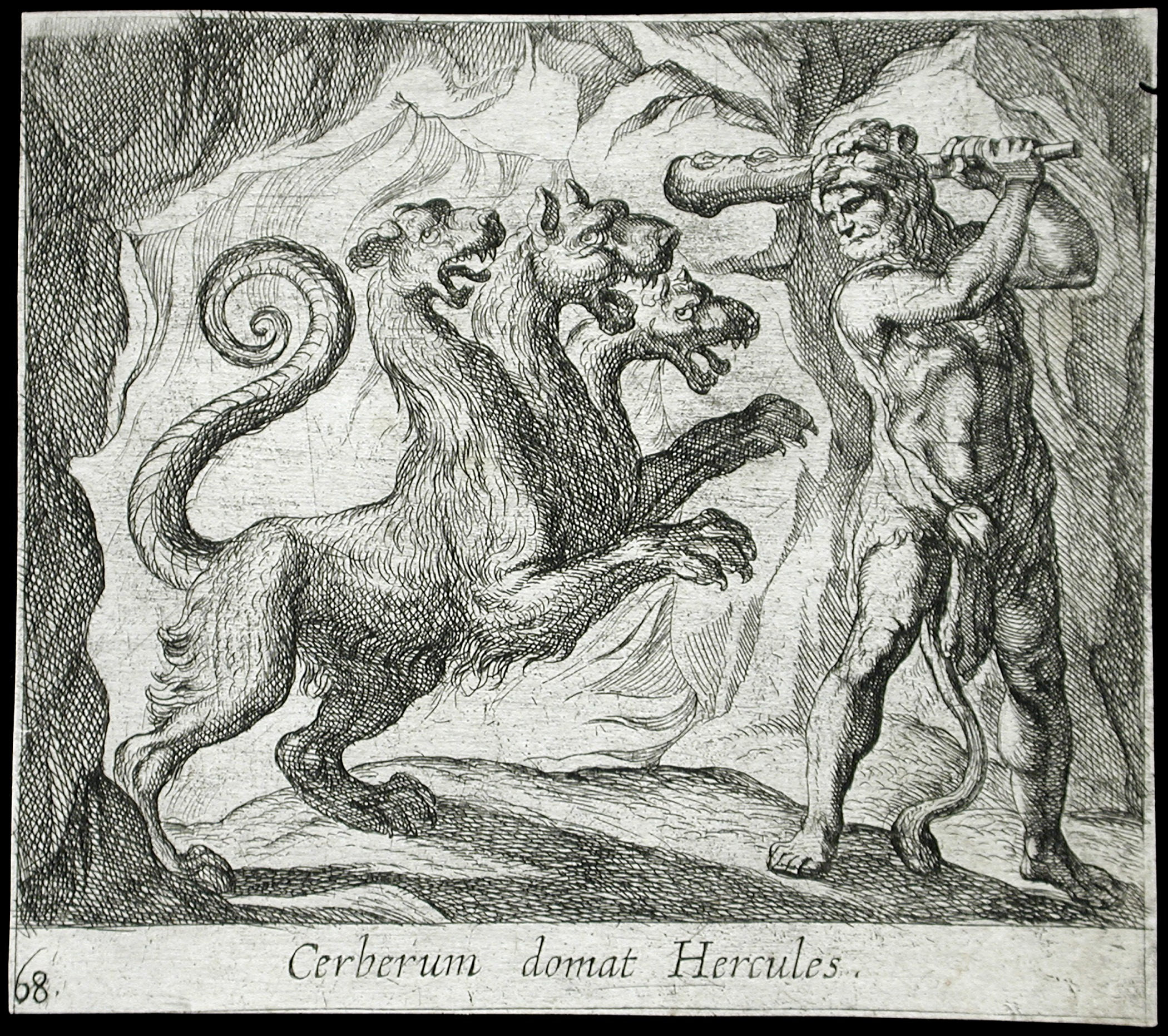
Kérberos och Heracles. Etsning av Antonio Tempesta ca 1600.

Kérberos (latin Cerberus) är i grekisk mytologi den trehövdade hund, som vaktar ingången till dödsriket, där Hades regerar. Det finns olika versioner om Kerberos svans – enligt vissa var den en draksvans och enligt andra en orm.
Kerberos var avkomma till Tyfon och Echidna. När de dödas själar närmar sig dödsriket, spänner Kerberos sina kedjor och blottar sina tänder för att skrämma dem. Bara själarna från dem som begravts ordentligt kommer förbi. (Detta problem belyses i tragedin Antigone av Sofokles.) Närvaron av detta monster sägs vara en påminnelse om att när man väl inträtt i dödsriket, kan man aldrig någonsin återvända till de levandes värld. Ett av Herakles tolv stordåd gick ut på att föra Kerberos upp till de levandes värld.
Dvärgplaneten Plutos fjärde måne, vid upptäckten benämnd ”P4”, är uppkallad efter Kerberos.
Kerberos är även beteckningen på en sträng och vaksam portvakt.